# Jean McFarlane, Baroness McFarlane of Llandaff
Jean Kennedy McFarlane, Baroness McFarlane of Llandaff, FRCN, MCSP (* 1. April 1926 in Cardiff, Wales; † 13. Mai 2012) war eine britische Krankenschwester, Politikerin und Life Peeress.

## Leben und Karriere

### Ausbildung und Universitätslaufbahn
Jean McFarlane wurde in Cardiff als jüngstes von fünf Kindern, geboren. Ihre Eltern waren Waliser. Sie besuchte die Howell's School in Llandaff. Sie absolvierte am St Bartholomew’s Hospital in London eine Ausbildung zur Krankenschwester und Hebamme, mit einer Zusatzqualifikation als Gesundheitsschwester (Health Visitor). Nach Abschluss ihrer Ausbildung kehrte sie zunächst nach Wales zurück, wo sie sechs Jahre als Gesundheitsschwester arbeitete. Später hatte sie eine erfolgreiche Karriere in der Ausbildung von Krankenpflegern und in der Administration verschiedener Hochschuleinrichtungen.
Anfang der 1960 erwarb sie die Qualifikation zur Ausbildung von Krankenschwestern (Nurse Tutor). In den 1960er Jahren leitete sie am Royal College of Nursing das Forschungsprogramm Study of Nursing Care. Von 1969 bis 1971 war sie als Bildungsdirektorin (Director of Education) am Institute of Advanced Nursing Education in London tätig. Am Royal College of Nursing gehörte sie zu der kleinen Gruppe von Dozenten, die die Association for Integrated and Degree Courses in Nursing bildeten. Ihr Ziel war es, eine akademische Ausbildung für Krankenschwestern zu etablieren. Damit gehörte sie zu den Pionierinnen einer modernen Krankenpflege und in der Ausbildung von Krankenschwestern und Pflegepersonal. In Ermangelung eines Hochschulabschlusses für Krankenschwestern erwarb McFarlane einen Bachelor-Abschluss in Soziologie am Bedford College in London und einen Master im Fach Arbeitswissenschaft (Manpower Studies) am Birkbeck College.
Von 1971 bis 1973 war sie Universitätsdozentin (Senior Lecturer) für Krankenpflege am Institut für Sozialmedizin (Department of Social and Preventive Medicine) der University of Manchester. Beim dortigen Institut für Krankenpflege (Department of Nursing) war sie von 1973 bis 1974 Dozentin (Senior Lecturer) und Leiterin (Head).
1974 wurde sie an der University of Manchester Inhaberin des ersten Lehrstuhls für Krankenpflege an einer englischen Universität. Diesen hatte sie bis 1989 inne. Sie entwickelte einen vierjährigen Hochschulstudiengang für Krankenpflege und baute das erste Institut für Krankenpflege auf. Das Hochschulstudium sollte Krankenschwestern sowohl für einen Einsatz in Krankenhäusern, als auch in der ambulanten Krankenpflege als Gemeindeschwestern (District nurse) qualifizieren.
Auch nach Beendigung ihrer Universitätslaufbahn war sie weiterhin aktiv; sie hielt Gastvorlesungen und Vorträge. 1990 hielt McFarlane einen Vortrag mit dem Titel The study of nursing care am Royal College of Nursing.
McFarlane war die Autorin einer Reihe von Büchern und Fachpublikationen, besonders bedeutend dabei A Guide to the Practice of Nursing Using the Nursing Process von 1982.

### Ämter und Mitgliedschaften
Von 1976 bis 1979 war sie Mitglied der Royal Commission on the National Health Service, deren Vorsitzender Sir Alec Merrison war. Von 1980 bis 1983 war sie Vorsitzende (Chairman) des English National Board for Nursing, Midwifery and Health Visiting.
McFarlane war von 1983 bis 1988 Mitglied der Commonwealth War Graves Commission und von 1990 bis 1994 Mitglied der Generalsynode der Church of England. Von 1993 bis 1997 gehörte sie der General Synod Review of Synodical Government Group an. Beim St Martins College der University of Lancaster war sie Direktorin (Governor) von 1994 bis 1997. Seit 1996 war sie Schirmherrin (Patron) der Dixie Grammar School in Market Bosworth.

## Mitgliedschaft im House of Lords
McFarlane wurde am 30. Juli 1979 zur Life Peeress als Baroness McFarlane of Llandaff, of Llandaff in the County of South Glamorgan ernannt. Diese Ernennung erfolgte in der Queen's Birthday Honours List in Anerkennung ihrer Verdienste im Bereich der Gesundheitsvorsorge und Krankenpflege. McFarlane saß im House of Lords als Crossbencher. Am 20. November 1979 erfolgte ihre offizielle Einführung ins Oberhaus mit der Unterstützung von Audrey Hylton-Foster, Baroness Hylton-Foster und Asa Briggs. Ihre Antrittsrede hielt sie dort am 23. Juni 1980.
Als ihre politischen Interessen nannte sie auf der Webseite des Oberhauses Gesundheit und Bildungspolitik. Sie gehörte vier Sonderausschüssen (Select Committees) des Oberhauses an. Zuletzt nahm sie am 10. Juli 2003 an einer Abstimmung teil. Sie meldete sich am 10. Oktober 2005 zuletzt zu Wort.
Im Zeitraum ab Ende der 1990er Jahre sank die Anzahl der Sitzungstage, an denen McFarlane teilnahm, erheblich. Ab der Sitzungsperiode 2006/2007 war sie vollständig abwesend.

## Ehrungen
McFarlane wurde 1997 Fellow des Birkbeck College. Sie war Trägerin mehrerer Ehrendoktortitel. 1981 wurde sie Doctor of Science (Hon DSc) der University of Ulster. Sie wurde 1983 mit einem Doctor of Education (Hon DEd) des Council for National Academic Awards geehrt. 1990 wurde sie Honorary Fellow des Royal College of Physicians. Im selben Jahr wurde sie mit einem Ehrenabschluss in Medizin (Honorary MD) der University of Liverpool ausgezeichnet. Die University of Manchester ehrte sie 1998 mit einem Doktor der Rechtswissenschaften (Hon LLD), außerdem wurde McFarlane 1995 mit einem Doctor of Letters (Hon Dlitt) der University of Glamorgan ausgezeichnet.
Neben dem Amt als Vizepräsidentin (Vice-President) der League of Nurses des St Bartholomew's Hospital, war sie Fellow des Royal College of Nursing und Mitglied des Treuhandrates (Trustee) von zahlreichen Wohltätigkeitsorganisationen. 2005 wurde ihr der Lifetime Achievement Award des British Journal of Nursing verliehen.
2009 wurde ein neues Gebäude der University of Manchester, das Jean McFarlane Building, ihr zu Ehren eingeweiht. An der Veranstaltung konnte McFarlane selbst jedoch nicht teilnehmen und wurde von Verwandten vertreten.

## Persönliches und Tod
Sie nahm 2005 an der Trauerfeier für Cherry Drummond, 16. Baroness Strange teil.
McFarlane starb am 13. Mai 2012 im Alter von 86 Jahren. Am 14. Mai 2012 gab Frances D’Souza, Baroness D’Souza das Ableben McFarlanes offiziell im House of Lords bekannt.

## Veröffentlichungen
- The Proper Study of the Nurse, Royal College of Nursing, 1970, ISBN 978-0-902606-30-2
- The Practice of Nursing Using the Nursing Process, Mosby, 1982, ISBN 978-0-8016-3278-5